# Bert Sas
Bert Sas (Leeuwarden, 1º agosto 1892 – Scozia, 20 ottobre 1948) è stato un militare e funzionario olandese.
Fu l'addetto militare dei Paesi Bassi a Berlino, al momento dell'invasione tedesca del suo Paese nel maggio del 1940.

## Famiglia
Gijsbertus James (Bert) Sas nacque a Leeuwarden, e fu chiamato col nome del padre, un soldato che aveva raggiunto il grado di tenente colonnello. Sua madre Geertrui Huiber era di 20 anni più giovane di suo marito.
Bert era il più giovane di tre figli, e frequentò una scuola secondaria a Leeuwarden. Nel 1910 si iscrisse all'Accademia Reale Militare. Durante la prima guerra mondiale nel 1917, fu promosso Primo Tenente e sposò Johanna Maria van der Minne. Dal 1923 fino al 1926 ha seguito l'addestramento per ufficiali di stato maggiore presso il Krijgsschool Superiore. Dopo questo ha ottenuto un'altra funzione il personale a L'Aia. Nel 1928 è stato promosso al grado di Capitano e divenne capo della più importante agenzia della divisione 2 dove sono state gestite tutte le importanti questioni militari. Tuttavia, durante il periodo dal 1928 fino al 1936, le spese militari vennero rigorosamente limitate.
Tra il 1936 e il 1937 fu addetto militare a Berlino per 10 giorni al mese, passando i restanti 20 giorni a L'Aia. Fu poi richiamato in servizio a L'Aia, dove fu aiutante del generale Reynders, il ruolo di capo della divisione operazioni.
Nel marzo 1939, dopo l'annessione tedesca dei Sudeti, Reynders lo inviò a Berlino, dove prese residenza stabilmente con sua moglie Miep.
A Berlino ripristinò immediatamente l'amicizia bis con il colonnello tedesco Hans Oster, che era divenuto la "mano destra" di Wilhelm Canaris presso la Abwehr, il servizio di spionaggio e controspionaggio dell'esercito. Oltre a una solida amicizia, iniziata nel 1930 quando si incontrarono probabilmente mentre Sas stava lavorando a L'Aia, i due erano accomunati da una forte antipatia per il regime di Hitler. Per questo Oster gli passò tutte le informazioni importanti che aveva in mano, considerandolo un gesto patriottico e non un tradimento.
Alla fine dell'agosto 1939 informò l'Aia che una guerra con la Polonia stava per iniziare ipotizzando il 25 agosto 1939 come data dell'invasione, che si rivelò errata. La credibilità di Sas fu minata quando riferì nuovamente il 31 agosto che la guerra era ormai vicina, il capo dei servizi segreti, Van der Plassche, non gli credette. Sas fu in effetti l'unico che consegnò tale informazione, mentre Londra e Parigi fornirono rassicurazioni in senso contrario. Tuttavia l'esercito fu mobilitato su insistenza della regina Wilhelmina.
Nei mesi di settembre e ottobre, Sas ottenne sempre più indizi che la neutralità dei Paesi Bassi non sarebbe rimasta inviolata. Sebbene Oster assicurò che solo il Belgio sarebbe stato invaso, Sas non vi credette. Dopo forte insistenza, Oster ottenne ulteriori informazioni dai quartieri generali tedeschi a Zossen, confermando che l'ipotesi di Sas era corretta e che la violazione della neutralità non si sarebbe limita ad un passaggio delle truppe tedesche attraverso il Limburgo meridionale.
Sas è morto nel 1948 a seguito di un incidente aereo in Scozia.